# Regiunea Constanța

Regiunea Constanța în cadrul împărțirii administrative a României 1950-1952

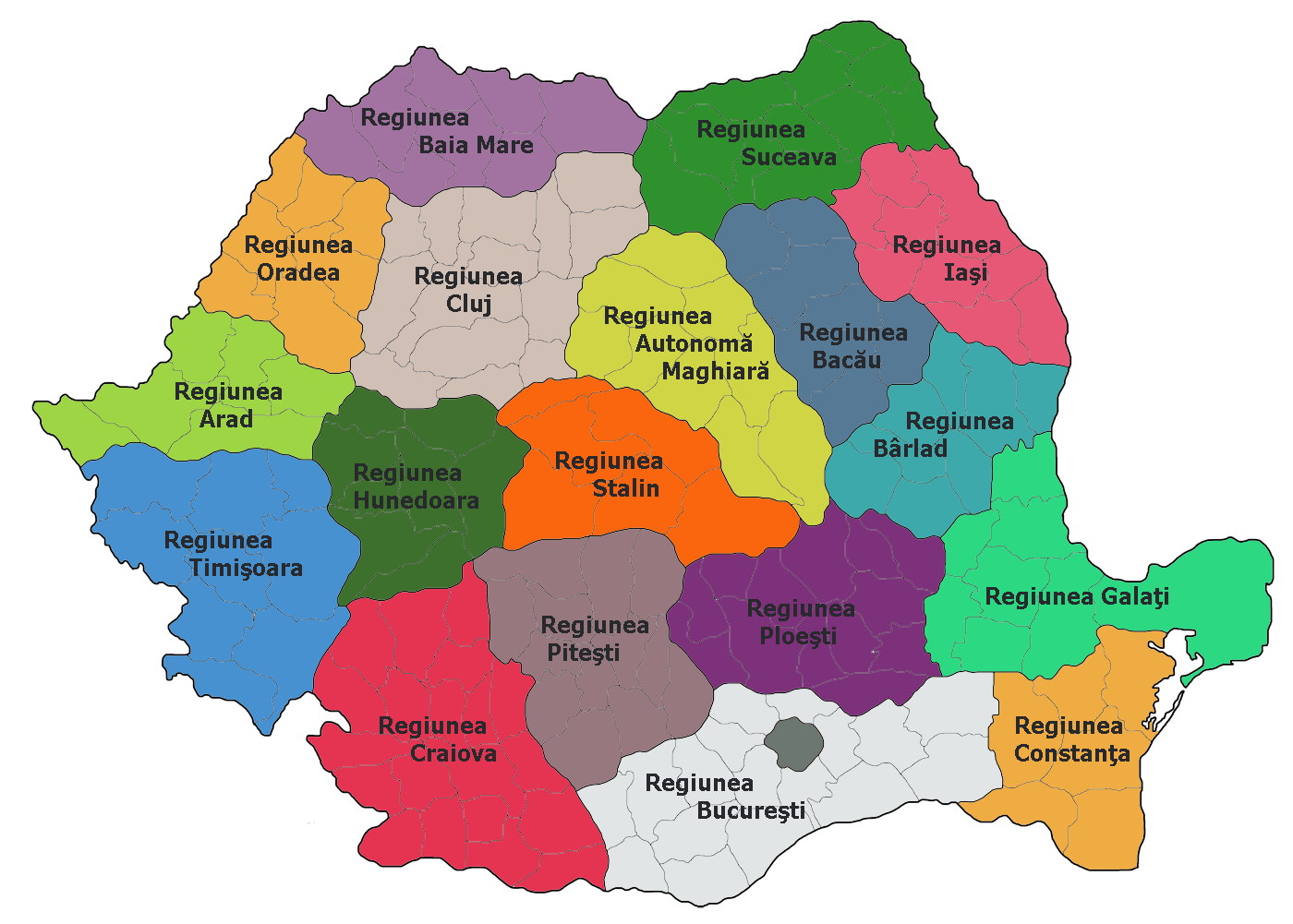
Regiunea Constanța în cadrul împărțirii administrative a României (1953)

Regiunea Constanța a fost o diviziune administrativ-teritorială situată în zona de sud-est a Republicii Populare Române, înființată în anul 1950, când au fost desființate județele (prin Legea nr.5/6 septembrie 1950). Ea a existat până în anul 1960, când a fost înființată regiunea Dobrogea. 

## Istoric
Reședința regiunii era la Constanța, iar teritoriul său cuprindea inițial o suprafață cu puțin mai mare decât cea a actualului județ Constanța (cuprindea, practic, sudul Dobrogei, nordul acesteia, cu delta Dunării și zona Măcinului făcând parte din regiunea Galați). După reorganizarea din 1952 a încorporat raionul Fetești al regiunii desființate Ialomița. În 1956, raionul Tulcea trece de la regiunea Galați la regiunea Constanța. În 1960 teritoriul regiunii a fost reorganizat (i s-a adăugat raionul Măcin, care aparținuse până atunci de regiunea Galați, iar raionul Fetești a fost trecut la regiunea București) și redenumit " regiunea Dobrogea ".

## Vecinii regiunii Constanța
Regiunea Constanța se învecina:
- (1950 - 1952): la est cu Marea Neagră, la sud cu Republica Populară Bulgară, la vest cu regiunea Ialomița, iar la nord cu regiunea Galați.
- (1952 - 1960): la est cu Marea Neagră, la sud cu Republica Populară Bulgară, la vest cu regiunea București, iar la nord cu regiunea Galați.

## Raioanele regiunii Constanța
Regiunea Constanța a cuprins următoarele raioane: 
- 1950-1952: Adamclisi (Băneasa), Constanța, Hârșova, Istria (Babadag), Medgidia, Negru Vodă.
- 1952-1960: Adamclisi (Băneasa), Constanța, Fetești, Hârșova, Istria (Babadag), Medgidia, Negru Vodă.